# Kerrang! Awards
Kerrang! Awards er en  årlig prisuddeling, der arrangeres af det engelske rock-magasin Kerrang!. Showet fandt første gang sted i 1993.

## Prisvindere

### 1999
- Best British Newcomer: Cay
- Best International Live Act: System of a Down
- Best International Newcomer: Buckcherry
- Best Single: "Tequilla" – Terrorvision
- Best Album: Performance and Cocktails – Stereophonics
- Best Video: "Pretty Fly (For a White Guy)" – The Offspring
- Spirit of Independence: The Hellacopters
- Artist of the Millennium: Black Sabbath
- Best British Band: Stereophonics
- Classic Songwriter: Dave Mustaine (Megadeth)
- Best Band in the World: Marilyn Manson
- Hall of Fame: Jimmy Page (Led Zeppelin)

### 2000
- Best International Newcomer: Queens of the Stone Age
- Best British Newcomer: Hundred Reasons
- Kerrang! Creativity Award: Ross Robinson
- Spirit of Independence: Napalm Death
- Best Video: "All the Small Things" – Blink 182
- Best Single: "Wait and Bleed" – Slipknot
- Best Album: White Pony – Deftones
- Best British Live Band: One Minute Silence
- Best International Live Act: Slipknot
- Classic Songwriters: Foo Fighters
- Best British Band: Stereophonics
- Best Band in the World: Slipknot
- Hall of Fame: Marilyn Manson
- Silver K Award: Motörhead

### 2001
- Best British Live Act: Feeder
- Best International Live Act: Papa Roach
- Best British Newcomer: Lostprophets
- Spirit of Independence: Less Than Jake
- Best British Band: Muse
- Best Single: "Heaven is a Halfpipe" – OPM
- Best International Newcomer: Linkin Park
- Best Video: "Last Resort" – Papa Roach
- Classic Songwriters: Green Day
- Best Album: Holy Wood (In the Shadow of the Valley of Death) – Marilyn Manson
- Best Band in the World: Slipknot
- Hall of Fame: Iggy Pop

### 2002
- Best International Newcomer: Sum 41
- Best Single: "Blurry" – Puddle of Mudd
- Classic Songwriters: The Offspring
- Best British Live Act: Muse
- Best Video:  "Tainted Love" – Marilyn Manson
- Best British Band: A
- Best International Live Act: Rammstein
- Best British Newcomer: The Cooper Temple Clause
- Best Album: Ideas Above Our Station – Hundred Reasons
- Best Band in the World: Red Hot Chili Peppers
- Spirit of Independence: Alec Empire
- Hall of Fame: Foo Fighters

### 2003
- Best Single: "Lifestyles of the Rich & Famous" – Good Charlotte
- Best Video: "Gay Bar" – Electric Six
- Event of The Year: Download Festival
- Classic Songwriters: Red Hot Chili Peppers
- Spirit of Independence: Turbonegro
- Best Live Act: The Darkness
- Spirit of Rock: Jackass
- Best International Newcomer: Evanescence
- Best British Newcomer: Funeral for a Friend
- Best Album: Permission to Land – The Darkness
- Best British Band: Feeder
- Best International Act: Linkin Park
- Hall of Fame: Metallica

### 2004
- Best British Newcomer: Yourcodenameis:Milo
- Best International Newcomer: Velvet Revolver
- Best Single: "Last Train Home" – Lostprophets
- Best Album: Absolution – Muse
- Icon Award: MC5
- Best Video: "Funeral of Hearts" – HIM
- Best Live Band: The Darkness
- Spirit of Rock: Anthrax
- Classic Songwriters: Ash
- Best British Band: The Darkness
- Best Band on the Planet: Metallica
- Hall of Fame: Green Day

### 2005
- Best Band on the Planet: Green Day
- Best British Newcomer: Bullet for My Valentine
- Best International Newcomer: Trivium
- Classic Songwriter: Trent Reznor (Nine Inch Nails)
- Best Video: "Helena" – My Chemical Romance
- Lifetime Achievement: Killing Joke
- Best British Band: Funeral for a Friend
- Best Single: "Best of You" – Foo Fighters
- Best Album: Three Cheers for Sweet Revenge – My Chemical Romance
- Best Live Band: Green Day
- Services to Metal: Roadrunner Records
- Icon Award: Marilyn Manson
- Hall of Fame: Iron Maiden

### 2006
- Best Band on the Planet: My Chemical Romance
- Best British Band: Lostprophets
- Best Live Band: Muse
- Best Album: Liberation Transmission – Lostprophets
- Best Single: "Tears Don't Fall" – Bullet for My Valentine
- Best Video: "Sugar, We're Going Down" – Fall Out Boy
- Best British Newcomer: Bring Me the Horizon
- Best International Newcomer: Aiden
- Classic Songwriter: Placebo
- Spirit of Independence: The Prodigy
- Kerrang! Hall of Fame: Slayer
- Kerrang! Legend: Angus Young (AC/DC)

### 2007
- Best British Newcomer: Gallows
- Best International Newcomer: Madina Lake
- Best Live Band: Enter Shikari
- Best Single: "The Kill" – 30 Seconds to Mars
- Best Album: The Blackening – Machine Head
- Best Video: "This Ain't a Scene, It's an Arms Race" – Fall Out Boy
- Best British Band: Lostprophets
- Best International Band: My Chemical Romance
- Classic Songwriter: Deftones
- Spirit of Independence: Enter Shikari
- Hard Rock Hero: Machine Head
- Kerrang! Icon: Nine Inch Nails
- Hall of Fame: Judas Priest

### 2008
- Best International Newcomer: Black Tide
- Best British Newcomer: Slaves to Gravity
- Kerrang! Icon: Slipknot
- Best Video: "Feathers" – Coheed and Cambria
- Best Single: "From Yesterday" – 30 Seconds to Mars
- Best Album: Avenged Sevenfold – Avenged Sevenfold
- Best Live Band: Machine Head
- Classic Songwriter: Def Leppard
- Spirit of Independence: The Dillinger Escape Plan
- Best British Band: Bullet for My Valentine
- Best International Band: 30 Seconds to Mars
- Inspiration: Metallica
- Hall of Fame: Rage Against the Machine

### 2009
- Best British Newcomer: In Case of Fire
- Best International Newcomer: The Gaslight Anthem
- Best Single: "Omen" – The Prodigy
- Best Video: "Oblivion" – Mastodon
- Classic Songwriter: Linkin Park
- Spirit of Independence: The Wildhearts
- Kerrang! Icon: Alice in Chains
- Best Album: Death Magnetic – Metallica
- Best Live Band: Slipknot
- Inspiration: Machine Head
- Hall of Fame: Limp Bizkit
- Best British Band: Bullet for My Valentine
- Best International Band: Slipknot

### 2010
- Best British Newcomer: Rise to Remain
- Best International Newcomer: Trash Talk
- Best Single: "Liquid Confidence" – You Me at Six
- Best Video: "The Captain" – Biffy Clyro
- Best Album: Brand New Eyes – Paramore
- Best Live Band: Bullet for My Valentine
- Best International Band: 30 Seconds to Mars
- Best British Band: Bullet for My Valentine
- No Half Measures: Frank Turner
- Classic Songwriter: Lostprophets
- Kerrang! Inspiration: Rammstein
- Kerrang! Services to Metal: Paul Gray
- Kerrang! Icon: Ronnie James Dio
- Kerrang! Hall of Fame: Motley Crue

### 2011
- Best British Newcomer: Asking Alexandria
- Best International Newcomer: Black Veil Brides
- Devotion Award: Skindred
- Best Single: "Hurricane" – 30 Seconds to Mars
- Best Video: "Na Na Na (Na Na Na Na Na Na Na Na Na)" – My Chemical Romance
- Classic Songwriter: Biffy Clyro
- Best Album: There Is a Hell, Believe Me I've Seen It. There Is a Heaven, Let's Keep It a Secret – Bring Me the Horizon
- Best Live: All Time Low
- Best British Band: You Me at Six
- Best International Band: 30 Seconds to Mars
- Kerrang! Legend: Ozzy Osbourne
- Kerrang! Hall of Fame: Korn
- Kerrang! Inspiration: Def Leppard
- Kerrang! Icon: Alice Cooper

### 2012
- Best British Newcomer: While She Sleeps
- Kerrang! Service to Rock: Tenacious D
- Best Single: Black Veil Brides – "Rebel Love Song"
- Best Album: Mastodon – The Hunter
- Devotion Award: The Blackout
- Kerrang! Service to Metal: Download Festival
- Best Video: Bring Me the Horizon – "Alligator Blood"
- Best Live Band: Enter Shikari
- Best International Band: My Chemical Romance
- Best British Band: You Me at Six
- Kerrang! Hall of Fame: Machine Head
- Kerrang! Icon: Slash
- Kerrang! Inspiration: Black Sabbath
- Best International Newcomer: Falling in Reverse
- Best TV Show: Game of Thrones
- Best Video Game: The Elder Scrolls V: Skyrim
- Best Film: The Hunger Games
- Best Comedian: Russell Howard
- Tweeter of the Year: Hayley Williams, Paramore
- Hottest Female: Lzzy Hale, Halestorm
- Hottest Male: Ben Bruce, Asking Alexandria
- Villain of the Year: Justin Bieber
- Hero of the Year: Rou Reynolds, Enter Shikari
- Best Festival: Download Festival

### 2013
- Best Event: You Me at Six – The Final Night of Sin
- Best British Newcomer: Lower Than Atlantis
- Best International Newcomer: Of Mice & Men
- Relentless Award: Young Guns
- Best Video: Pierce the Veil (featuring Kellin Quinn) – "King for a Day"
- Best Single: Fall Out Boy – "The Phoenix"
- Best Album: Biffy Clyro – Opposites
- Best Live Band: Black Veil Brides
- Kerrang! Inspiration: Iron Maiden
- Kerrang! Icon: Venom
- Best International Band: All Time Low
- Best British Band: Bring Me the Horizon
- Kerrang! Hall of Fame: Pantera
- Kerrang! Service to Rock: Queen
- Kerrang! Legend: Slayer
- Best TV Show: Doctor Who
- Best Video Game: BioShock Infinite
- Best Film: The Hobbit: An Unexpected Journey
- Best Comedian: Louis C.K.
- Tweeter of the Year: Gerard Way
- Hottest Female: Lzzy Hale, Halestorm
- Hottest Male: Ben Bruce, Asking Alexandria
- Best Festival: Download Festival

### 2014
- Best Event: Fall Out Boy – Save Rock and Roll Tour
- Best British Newcomer: Neck Deep
- Best International Newcomer: 5 Seconds of Summer
- Kerrang! Inspiration: The Dillinger Escape Plan
- Kerrang! Icon: Ramones
- Best Single: You Me at Six – "Fresh Start Fever"
- Best Video: Deaf Havana – "Boston Square"
- Best Live Band: Bring Me the Horizon
- Relentless Award: Watain
- Kerrang! Service to Rock: Status Quo
- Best Album: Architects – Lost Forever // Lost Together
- Best International Band: Fall Out Boy
- Best British Band: You Me at Six
- Kerrang! Hall of Fame: Deep Purple
- Kerrang! Hero: Gerard Way
- Best TV Show: Game of Thrones
- Best Video Game: The Last of Us
- Best Film: The Lego Movie
- Best Comedian: Jarrod Alonge
- Tweeter of the Year: Gerard Way
- Hottest Female: Taylor Momsen, The Pretty Reckless
- Hottest Male: Andy Biersack, Black Veil Brides
- Best Festival: Slam Dunk

### 2015
- Best Event: All Time Low/You Me at Six – All Time Low/You Me at Six co-headline tour
- Best British Newcomer: Royal Blood
- Best International Newcomer: PVRIS
- Kerrang! Inspiration: Judas Priest
- Kerrang! Icon: Alice Cooper
- Best Single: Enter Shikari – "Anaesthetist"
- Best Video: New Years Day – "Angel Eyes" feat. Chris Motionless
- Best Live Band: Black Veil Brides
- The Relentless Award: Rolo Tomassi
- Best Album: Marmozets – The Weird And Wonderful Marmozets
- Best International Band: All Time Low
- Best British Band: Bring Me The Horizon
- The Lifetime Achievement Award: Marilyn Manson
- The Spirit of Independence Award: Babymetal
- The Spirit of Punk Award: Slaves
- Best Fanbase: Pierce the Veil
- Best TV Show: Adventure Time
- Best Video Game: The Walking Dead
- Best Film: Guardians of the Galaxy
- Best Comic Book: The Walking Dead
- Best Comedian: Russell Howard
- Tweeter of the Year: Hayley Williams

### 2016
- Lifetime Achievement Award: Deftones
- Kerrang! Legend: Iron Maiden
- Kerrang! Hero: Thin Lizzy
- The Icon Award: Blink-182
- Spirit Of Punk: Frank Carter
- Best Event: You Me at Six – The Ghost Inside Benefit Show
- Best British Band: Asking Alexandria
- Best British Newcomer: Creeper
- Best International Newcomer: Cane Hill
- Best Track: All Time Low – Missing You
- Best Live Band: Babymetal
- Best Album: No Devotion – Permanence
- Best International Band: A Day To Remember
- Best Fanbase: twenty one pilots
- Best Film: Deadpool
- Best TV Show: Making a Murderer
- Best Radio Show: Nights with Alice Cooper – Planet Rock
- Best Video Game: Rise of the Tomb Raider
- Best Comicbook: The Wicked + The Divine
- Best Festival: Bloodstock
- Best Comedian: Amy Schumer
- Tweeter of the Year: Hayley Williams

### 2017
Ingen prisuddeling.

### 2018
- Best British Breakthrough: Dream State
- Best International Breakthrough: Code Orange
- Best Song: Neck Deep - In Bloom
- Best Album: Enter Shikari - The Spark
- Best British Live Act: Architects
- Best International Live Act: Foo Fighters
- Best British Band: Biffy Clyro
- Best International Band: Foo Fighters
- Kerrang! Legend: Corey Taylor
- Kerrang! Inspiration: Joe Perry
- Kerrang! Icon: Tony Iommi